# Чеське тріо
Чеське тріо (чеськ. České trio) — класичний ансамбль (фортепіано, скрипка та віолончель). Традиційна чеська інтерпретація камерної музики на світовому рівні протягом багатьох років.

## Історія
Традиція чеського тріо почалася більше 110 років тому, і хоча чеське тріо не концертувало безперервно, сучасні виконавці продовжують традиції засновників.
Чеське тріо, що складається з фортепіано, скрипки та віолончелі, було вперше створено в 1897 році, його засновниками були Вілем Курц, Богуслав Льгоцький та Бедржих Вашка, зразком був Чеський квартет. Після тимчасового занепаду цей склад зник з афіш у 1901 році з відходом Богуслава Льгоцького.
Ансамбль під однойменною назвою був відновлений у 1899 році Карелом Гофмайстером (фортепіано), Штепаном Сухим (скрипка) та Бедржихом Вашкою (віолончель). Ян Бур'ян (1900—1902) та Артур Краса (1903) також грали на віолончелі. На додаток до композицій Бедржиха Сметани, Антоніна Дворжака, в основу репертуару покладено твори Вітезслава Новака, Йозефа Богуслава Ферстера, Франца Шуберта, Фридерика Шопена, Йоганнеса Брамса та Каміля Сен-Санса. Вони організували низку концертів у чеських містах та поїздки до Відня і Будапешта. Окрім Чеського квартету, вони входили до Асоціації чеських палат у Празі. Тріо припинило своє існування в 1903 році.
Камерний ансамбль з однойменною назвою був заснований в Празькій консерваторії в 1905 році. Грали Франтішек Веселий (фортепіано), Алоїз Синек (скрипка) та Карел Копецький (віолончель). Ансамбль закінчив свою діяльність в 1908 році. Він організував концертне турне в Лондоні в 1906 році, також виступав в містах Чехії, переважно в Празі.
У 1920 році знову було сформовано однойменне тріо, до складу якого входили Отакар Паржик (фортепіано), Богуслав Ших (скрипка) та Ольдріх Їрушек (віолончель), а з 1923 року Вацлав Кефурт грав на віолончелі. До кінця своєї діяльності в 1926 році вони організовували поїздки до Франції та Італії, де представляли свою багатогранність та презентували новинки тріо того часу. Вони одні з перших виконали серію тріо в прямому ефірі в 1924 році на Чеському радіо.
Камерне тріо з однойменною назвою також було утворено у 1923 році Володимиром Полівкою (фортепіано), Яном Грегором (скрипка) та Ольдріхом Йіроушеком (віолончель). Після кількох концертів у Чехословацькій Республіці вони поїхали до Сполучених Штатів Америки (до Чикаго), звідки поширювали музику чеських композиторів, переважно Бедржиха Сметани, Антоніна Дворжака, Вітезслава Новака, Зденека Фібіха та Йозефа Сука. Вони закінчили свою активну діяльність у 1925 році.
Між 1936 і 1945 роками чеське тріо складалося з Яна Гершмана (фортепіано), Станіслава Новака (скрипка) та Ладіслава Зеленки (віолончель).